# Cratere Störmer
Störmer è un cratere lunare di 68,62 km situato nella parte nord-occidentale della faccia nascosta della Luna.